# Ansitz Gröbendorf

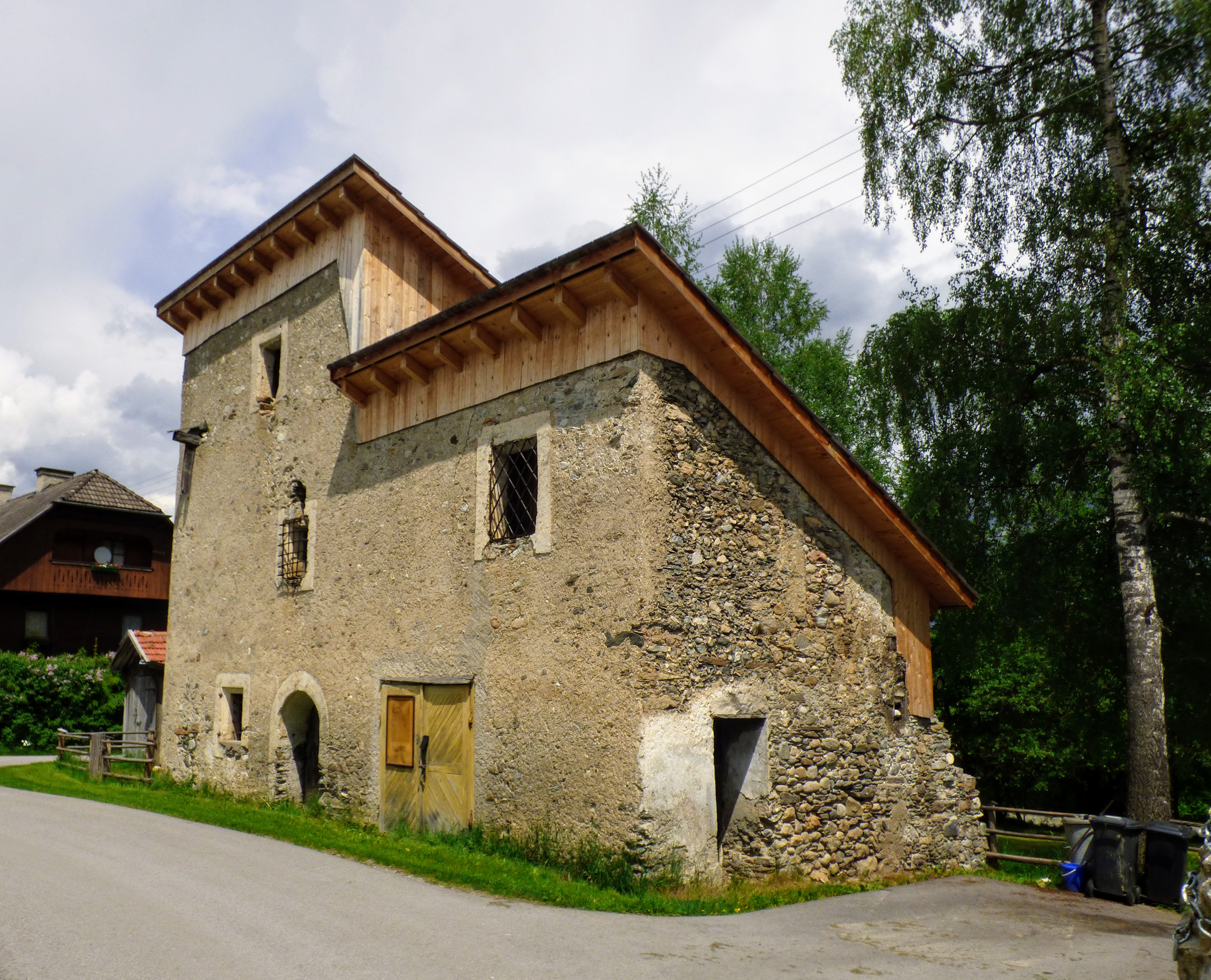
Ansitz Gröbendorf

Der Ansitz Gröbendorf (auch als Gravindorf oder Gräbendorf bezeichnet) liegt im Ortsteil Gröbendorf der Gemeinde Mariapfarr im Lungau des Landes Salzburg (Gröbendorf 21).

## Geschichte
Gröbendorf wird erstmals 1074 genannt, wobei das Gravindorf in dem Stiftungsbrief des Erzbischofs Gebhard für Stift Admont genannt wird. Als Familienmitglieder der Herren von Gröbendorf erscheinen Wicpoto von Gravendorf (1314) und die Brüder Gregor und Otto von Grebendorf (um 1320). Seit 1344 wird Gröbendorf als gesäzz bezeichnet. Nach einer Meldung von 1359 erscheinen ein Ulrich von Gröbendorf und seine Hausfrau als Lehensinhaber. Diese erlauben ihrem Sohn Otto, dass er einen Geldbetrag als Morgengabe für seine Gattin Katharina anweise.
Um 1400 geht der Ansitz an die Familie Grimming über. 1433 wird hier ein Hans Grimming und danach seine Hausfrau und Witwe Dorothea genannt. In dieser Zeit erfolgt ein Anbau an den hochmittelalterlichen Turm. 1533 tauscht Balthasar Grimming den Ansitz Gröbendorf von seinem Schwager Christoph Horner ein. 1576 wird hier Ursula Grimming genannt, die auch im Besitz des Turms zu St. Margarethen war. 1685 zählt der Ansitz zu der Grundherrschaft der gräflichen Familie Firmian (ein adelicher Sitz zu Gröbendorf, so da ist ein gemauert vieregkertes Stöckhl und das Gärtl dabei). Nach 1779 geht der Besitz in bäuerliche Hände über und wird dem benachbarten Pilzgut zugeschlagen.

## Ansitz Gröbendorf heute

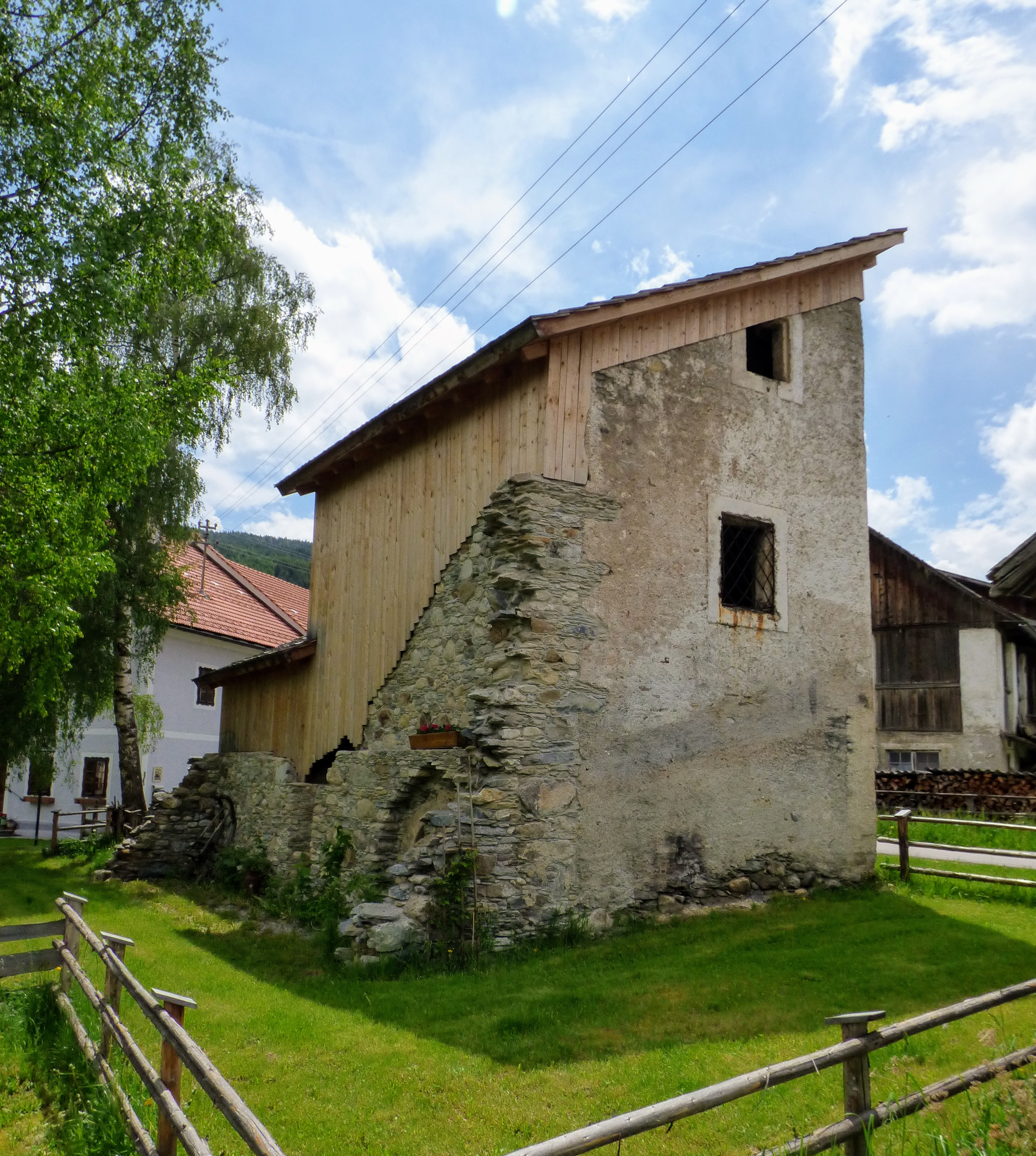
Rückseite

Bei einem Brand des benachbarten Hofes nach dem Ersten Weltkrieg wurde das bereits zur Ruine gewordene Gebäude nochmals beschädigt; danach wurde der rückwärtige östliche Mauerteil abgebrochen und das Gebäude nur mehr provisorisch gedeckt. Die ehemals genannten geräumigen Keller des Ansitzes sind eingestürzt. 2011 ist auch ein Teil der Außenmauer eingestürzt, eine archäologische Rettungsaktion zur Sicherung des Gebäudes wurde 2012 durchgeführt.

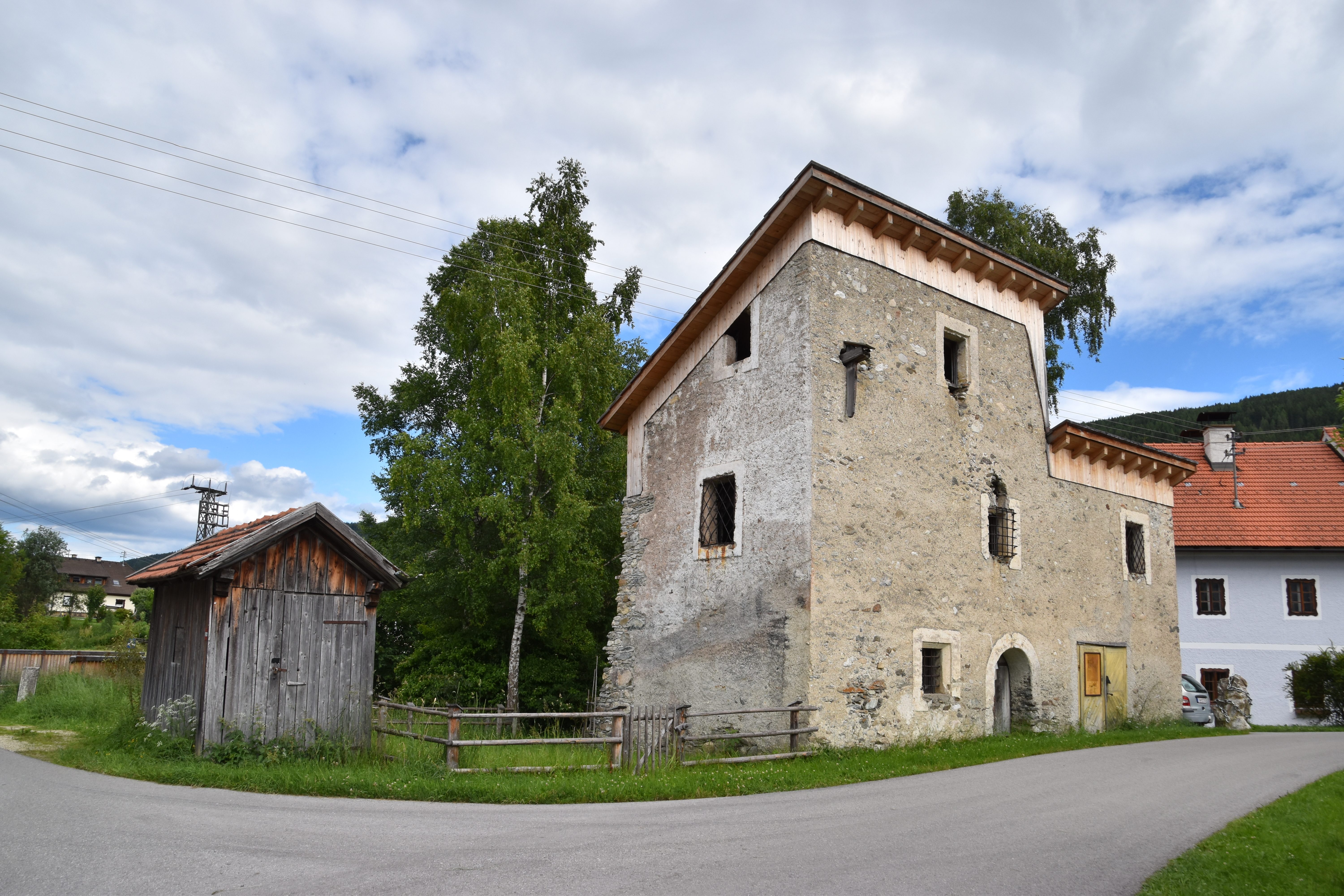
Ansicht von Nordwesten

Die Reste des hochmittelalterlichen und spätgotischen Ansitzes liegen zwischen der Taurach und dem Pilzgut, inmitten der Ortschaft Gröbendorf. Der ursprüngliche Ansitz erstreckte sich bis zur Taurach. Im 13. Jahrhundert ist hier ein für die Gegend typischer Turm mit den Ausmaßen von 10 × 6 m als Wehrbau anzunehmen. Davon ist nur mehr die Westmauer als Rückseite des heutigen Gebäudes vorhanden. An den älteren Turmbau wurde ein heute noch sichtbarer Trakt mit einer Baufuge mit kleinerem Steinmaterial aufgemauert. In der Ostmauer des Gebäudes wurden zwei Türöffnungen freigelegt. Bei der nördlichen Öffnung konnten die Einzelteile seines einfach getreppten Türgewändes (dem vermutlich ursprünglichen Zugang zum hochmittelalterlichen Turm) mit Rundbogen aus hellbraunem Kalktuffstein geborgen und wieder versetzt werden.
Das nicht besonders große Gebäude ist durch ein Pultdach abgedeckt. Im Inneren ist ein kleiner tonnengewölbter Raum mit Stichkappen vorhanden, ein in Ost-West-Richtung verlaufenden Gang mit Kreuzgratgewölbe und ein Stiegenhaus. Im ersten Stock sind noch Reste einer getäfelten (allerdings verkohlten) Holzkassettendecke zu sehen.